# Birmania en los Juegos Paralímpicos de Barcelona 1992
Birmania estuvo representada en los Juegos Paralímpicos de Barcelona 1992 por un deportista masculino. El equipo paralímpico birmano no obtuvo ninguna medalla en estos Juegos.